# 锺赤兵
锺赤兵（1914年12月26日—1975年12月20日），原名锺志禄，中国人民解放军中将，参加了辽沈、平津等战役。1955年获一级八一勋章、二级独立自由勋章、一级解放勋章。1935年的娄山关之战中失去右腿，成为解放军的三位“独腿将军”之一（另两位是张和、谢良）。

## 生平

### 民国时期
1928年7月，彭德怀等领导平江起义。钟赤兵受其影响，积极投身于工农革命运动。1929年他由艾志介绍加入共青团，负责城区少先队工作，同年加入中国共产党。1930年7月，红三军团准备攻打长沙，进攻前夕，红五军在平江开展“扩红”工作，16岁时的钟赤兵积极报名，经过红五军政治部的挑选，他和钟伟等15人分配在军政治部任宣传员，之后参加历次反围剿战争。1934年1月，任红一方面军红三军团红五师政委。长征中，因减员缩编为团。1935年2月，改任红三军团红十二团政委（团长谢嵩）。1935年，在攻占遵义的娄山关战役上，因为腿部中枪倒下。在攻占遵义后，红军医院进行抢救，但因为伤势过重及手术条件过差，在没有麻药的情况下进行截肢。由于截肢后连续感染，一共经历了三次截肢，但钟赤兵仍然坚持活下来。红军在抵达陕北后，中共中央决定将他转送苏联疗养，并在克里姆林宫医院再次接受手术治疗；后进入共产国际党校学习。
1946年1月14日，中共中央将东北地区各军区合并为四个军区，他担任北满军区政治部主任（司令员高岗、政委陈云、参谋长李天佑）。1947年6月，出任新成立东北民主联军后勤部部长。1948年1月，担任东北人民解放军后勤部司令部司令，同年8月，改任东北解放军后勤部部长兼政委，统筹后续辽沈战役、平津战役后勤。平津战役后，担任第四野战军特种兵政委（司令员肖华）。

### 共和国时期
1949年，毛泽东任命其组建民航局，他担任军委民航局局长。他以两航起义的技术人员为基础，建立学校培养人才。
1952年11月，调任总后勤部营房管理部部长，不久调任贵州省军区司令员。1953年，任新成立的军委防空部队政治委员。1955年授予中将军衔。1957年，当选中国人民解放军总参谋部武装力量监察部副部长。1961年5月，担任中国人民解放军国防科学技术委员会副主任。1971年，调任广州军区副司令员。1975年，返回国防科委副主任。文化大革命初期，江青指派北航红旗红卫兵批斗，但由于毛泽东及其女李敏出面保护而逃难。1975年12月20日，因病在北京去世，享年61岁。